# Villavega de Aguilar
Villavega de Aguilar ist ein spanischer Ort in der Provinz Palencia der Autonomen Gemeinschaft Kastilien und León. Der ehemals selbständige Ort gehört zu Aguilar de Campoo, er liegt sechs Kilometer nördlich vom Hauptort der Gemeinde. Villavega de Aguilar ist über die Straße P-220 zu erreichen.

## Sehenswürdigkeiten
- Romanische Kirche San Juan Bautista, erbaut im 12. Jahrhundert, seit 1993 als Baudenkmal (Bien de Interés Cultural) klassifiziert
- Romanische Ermita del la Virgen del Amparo